# 橋本汰斗
橋本汰斗（1991年11月1日—），日本男演員。隸屬於渡边娱乐旗下D-BOYS的成員，出生於日本兵庫縣。身高172cm。

## 主要作品

### 電視劇
- 假面騎士OOO（2010年9月 - 2011年8月、テレビ朝日）（飾 Kazari）
- 愛上我的Bakery（2012年1月 - 、LaLaTV）桐生聖 役

### 電影
- 假面騎士×假面騎士 OOO & W feat. Skull Movie大戰 Core（2010年）Kazari（声） 役
- 假面騎士OOO WONDERFUL 將軍與21枚核心硬幣（2011年）Kazari 役

### 舞台劇
- 《網球王子舞台劇》（飾 不二周助）
  - The Treasure Match 四天寶寺 feat. 冰帝（2009年2月 - 3月）
  - Dream Live 6th（2009年5月）
  - The Final Match 立海 First feat. 四天寶寺（2009年7月 - 10月）
  - The Final Match 立海 Second feat. The Rivals（2009年12月 - 2010年3月）
  - Dream Live 7th（2010年5月）
- D-BOYS STAGE
  - vol.3「鴉〜KARASU〜04」（2009年4月） - 久我源 役
  - 2010 trial-2「LAST GAME」（2010年8月- 9月） - 安部 役
  - 2011 9th「檢查方的證人 ～麻布廣尾町殺人事件～」（2011年10月- 11月） - 片山健 役
  - 2012 10th「寂寞磁石」（2012年4月 - 5月）
- *pnish* vol.12「Western mode」（2010年10月 - 11月） - Avery 役
- 愛上我的Bakery（2011年12月）桐生聖  役
- ALTAR BOYZ（2012年1月 - 2月）

## 相關網站
- 橋本汰斗オフィシャルブログ「THIGHTRIZM」 （页面存档备份，存于）(2013.06.03～)
- D-BOYS官方網站 （页面存档备份，存于）
- 橋本汰斗Blog